# Grand Hotel Union

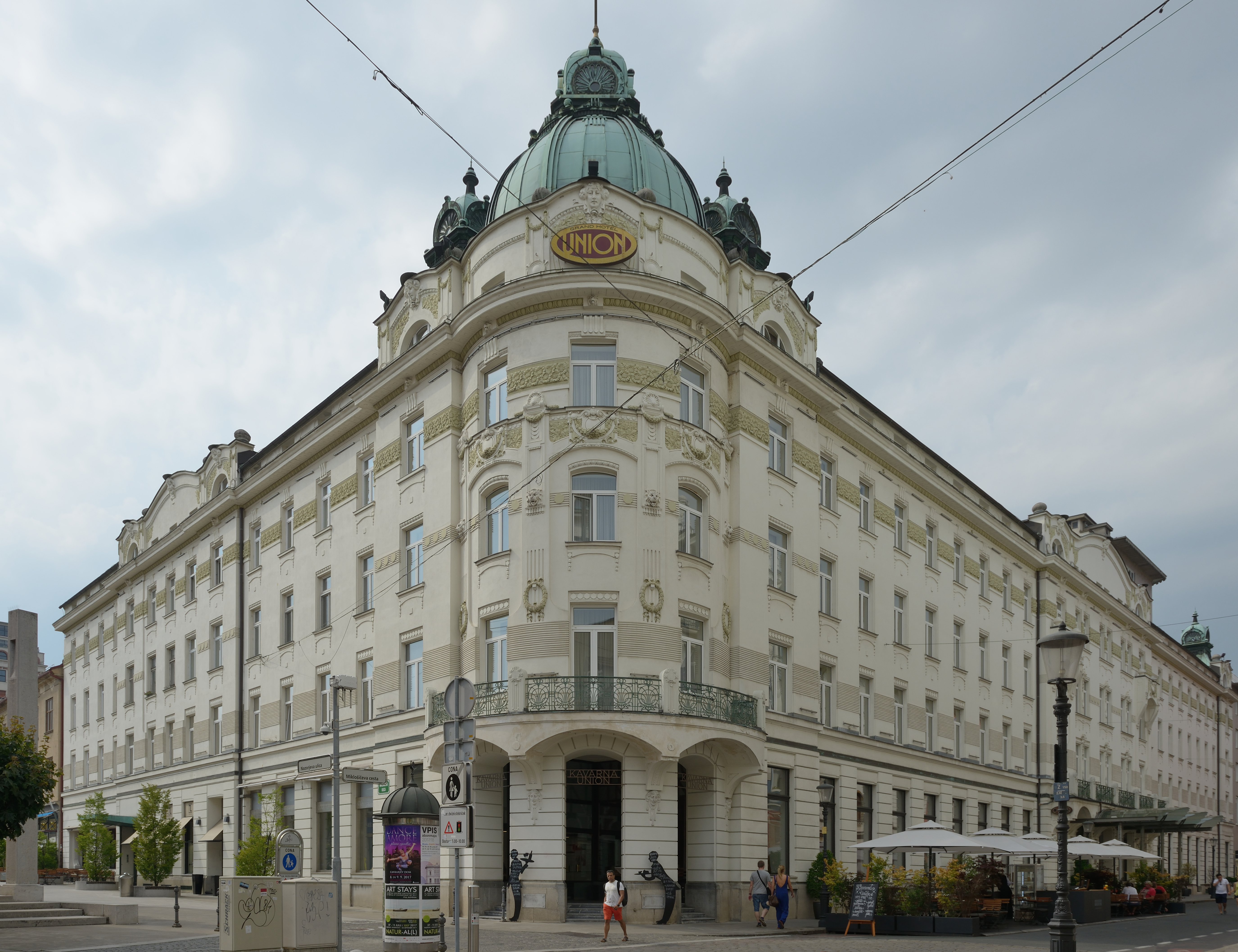
Grand Hotel Union

Das Grand Hotel Union ist ein Luxushotel im Zentrum der Stadt Ljubljana, der Hauptstadt Sloweniens. Es liegt an der Ecke Miklošičeva cesta und Nazorjeva ulica im Stadtteil Ajdovščina unweit vom Prešerenplatz. 

## Geschichte
Der Hotelbau in den Jahren 1903–1905 im Wiener Jugendstil nach Plänen des Architekten Josip Vancaš war Teil des Laibacher Wiederaufbaus nach dem Erdbeben von 1895 unter dem Bürgermeister Ivan Hribar.
Die Fassade ist fast 100 Meter lang, und ihre komplexe Eisendachkonstruktion galt als eine technische Errungenschaft der Zeit. Seit seiner Fertigstellung im Jahr 1905 wurde das Hotel wiederholt renoviert, behielt aber seinen ursprünglichen Stil. Ein moderner Hinterflügel ist für größere Konferenzen ausgerichtet. 
Im Erdgeschoss des Gebäudes befindet sich das Café Union (Unionska kavarna).